# Strelovod
Strelovòd je naprava za lovljenje in odvajanje strele v zemljo. Namen strelovoda je, da prepreči škodljive učinke na objekte, naprave in ljudi tako, da odvede elektrino v zemljo po predvidenih vodnikih. 
Dele strelovoda tvorijo kovinski vodniki. Največkrat so železni (pocinkani valjanec) ali bakreni (žica).
Strelovod sestoji iz lovilnega sistema, odvodov in ozemljil.
Lovilni sistemlovi strelo in jo vodi do odvodov. Sestavljajo ga kovinski vodniki, razporejeni po strehi.
Odvodiodvajajo strelo v ozemljilni sistem (navpični vodniki iz strehe do tal).
Ozemljilo(eno ali več ozemljil) poskrbi za dober in hiter prehod elektrine strele v okolico. Ozemljilo poskrbi za odvod in razporeditev električnega toka (elektrine strele) v okolico objekta - zemljo. S tega razloga mora biti upornost posameznega ozemljila čim manjša (običajno pod 20 ohm, merjeno na vsakem odvodu - merilnem spoju). Vrednost največje dovoljene upornosti je sicer odvisna od specifične upornosti tal.